# Relaciones España-Islas Salomón
Las Relaciones España-Islas Salomón son las relaciones internacionales entre estos dos países. Las Islas Salomón no poseen embajada residente en España, pero tienen una representación en Madrid a través de su consulado honorario.

## Relaciones históricas

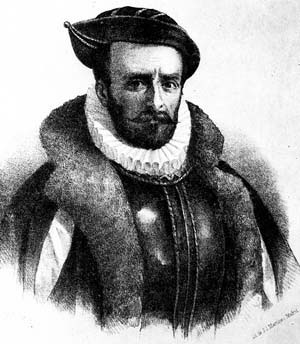
Álvaro de Mendaña, el explorador español que exploró las islas Salomón e intentó su colonización en nombre de la Corona Española, pero que falló tras su muerte

En 1567 partió de El Callao una expedición mandada por Álvaro de Mendaña, llevando como capitanes de los barcos a Pedro Sarmiento de Gamboa y a Pedro de Ortega en búsqueda de la Terra Australis Incognita y estudiar las posibilidades de una colonización y explotación de sus recursos. El 7 de febrero de 1568 llegaron a la primera de las islas del archipiélago las dos naves de la expedición, Los Reyes y Todos los Santos. La isla fue bautizada con el nombre de Santa Isabel. Durante seis meses exploraron la Isla de Ramos (Malaita), San Jorge (al sur de Santa Isabel), las islas Florecida, Galera, Buenavista, San Dimas, y Guadalupe (grupo de islas Florida o Nggela Sule), Guadalcanal, Sesarga (Savo), islas de San Nicolás, San Jerónimo y Arrecifes (grupo Nueva Georgia), San Marcos (Choiseul), San Cristóbal (Makira), Treguada (Ulawa), Tres Marías (Olu Malua), San Juan (Uki Ni Masi), San Urbán (Rennell), Santa Catalina y Santa Ana.
Álvaro de Mendaña intentó preparar una segunda expedición a las Salomón para colonizarlas e impedir que sirvieran de refugio a los piratas ingleses que atacaban a los buques españoles que comerciaban con las Filipinas. Fue el virrey del Perú, García Hurtado de Mendoza, quien autorizó y patrocinó la expedición, aportando los efectivos militares, mientras que el mismo Mendaña convenció a mercaderes y colonos para participar en la empresa. Las naves partieron de El Callao en 1595 y tras descubrir las Islas Marquesas, así nombradas en honor del virrey y marqués de Cañete, y pasar por las Islas Cook y Tuvalu, llegaron a las Islas Santa Cruz, al sur de las Salomón. 
La nave Santa Ysabel se perdió en la isla de Tinakula , sin embargo llegaron a fundar una colonia,  llamada Puerto de Santa Cruz, en las Islas de Santa Cruz, en la actual provincia de Temotu. Al poco tiempo, Mendaña enfermó de malaria y los colonos entraron en conflicto con los nativos. El 18 de octubre de 1595 Mendaña murió en la isla de Nendö y se hizo cargo de la colonia su esposa, Isabel de Barreto. Después de estos sucesos, decidieron abandonar las islas y dirigirse a Manila. 
Tras estas expediciones los españoles perdieron el interés por las islas, aunque siguieron visitándolas durante el siglo XVII. Hubo un nuevo intento colonizador en 1606, conducido por Pedro Fernández de Quirós, quien refundó la colonia de Mendaña, pero la abandonó con la intención de descubrir y explorar Australia, en lo cual no tuvo éxito. Las islas fueron visitadas posteriormente por británicos, franceses y holandeses.

## Relaciones diplomáticas
España estableció relaciones diplomáticas con las Islas Salomón el 8 de agosto de 1980, pero no dispone de embajada residente aquel país, que se halla bajo la jurisdicción de la Embajada de España en Canberra y cuyos asuntos consulares se gestionan desde el consulado general de España en Sídney.

## Relación de visitas en ambos sentidos
En julio de 2013, visita de una delegación de la Isla de Guadalcanal para asistir a los actos de hermanamiento entre la Isla de Guadalcanal, Islas Salomón y Guadalcanal, Sevilla.
En agosto de 2012, una Delegación española se reunió con representantes de las Islas Salomón en el marco del Foro de las Islas del Pacífico en Rarotonga, Islas Cook, e hizo una contribución económica a la financiación del Secretariado el PIF.
En mayo de 2013, viaje oficial de Presentación de Credenciales por el embajador Enrique Viguera.
En marzo de 2014, visita oficial del director general de América del Norte, Asia y Pacífico y María Moset, de la Secretaría General de Pesca, Subdirección General de Acuerdos y Organizaciones Regionales de Pesca, Ministerio de Agricultura, Alimentación y Medio Ambiente, para mantener reuniones bilaterales.